# Gammarelli

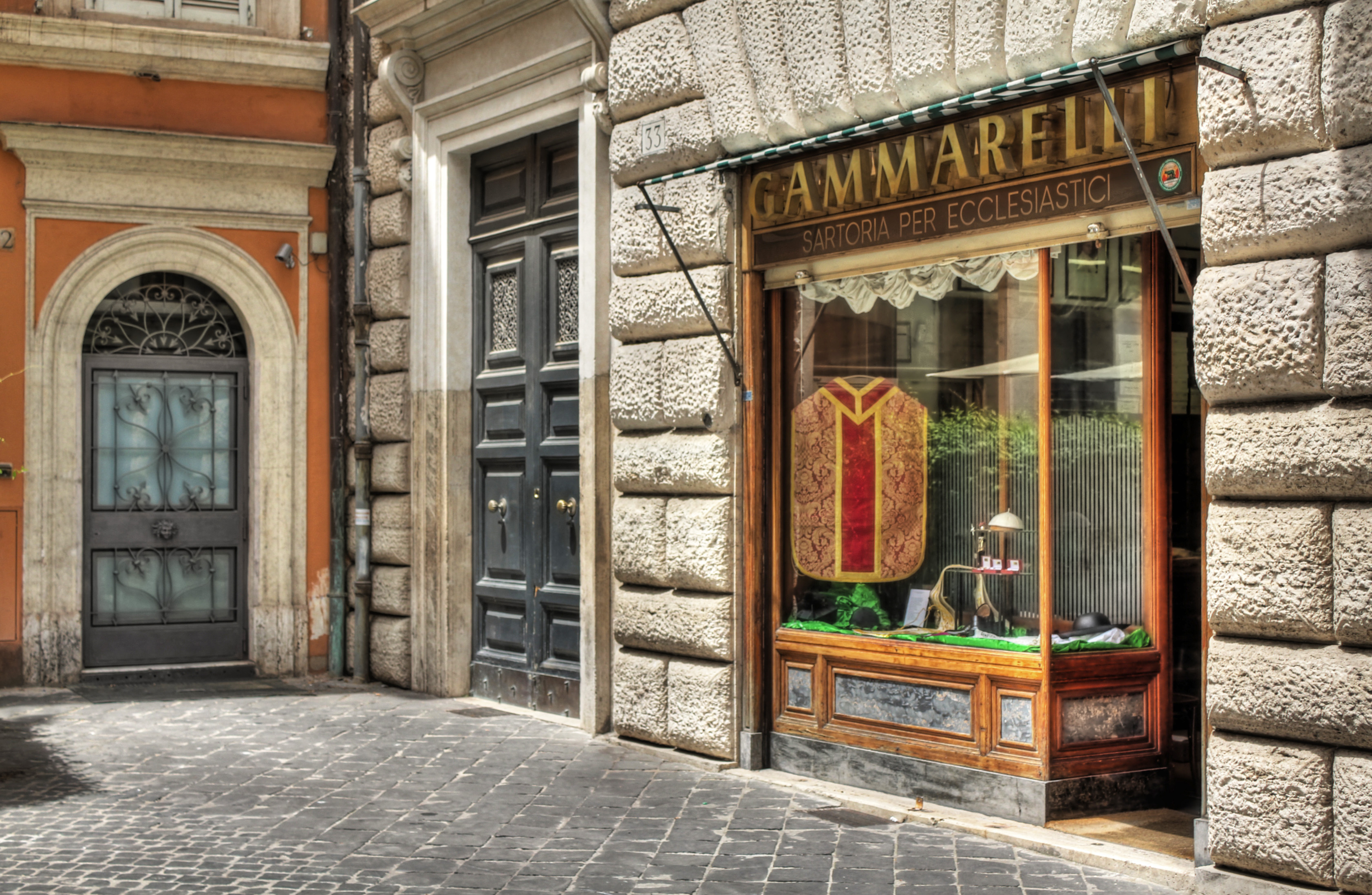
Der Schneiderladen des Papstes, Gammarelli in Rom

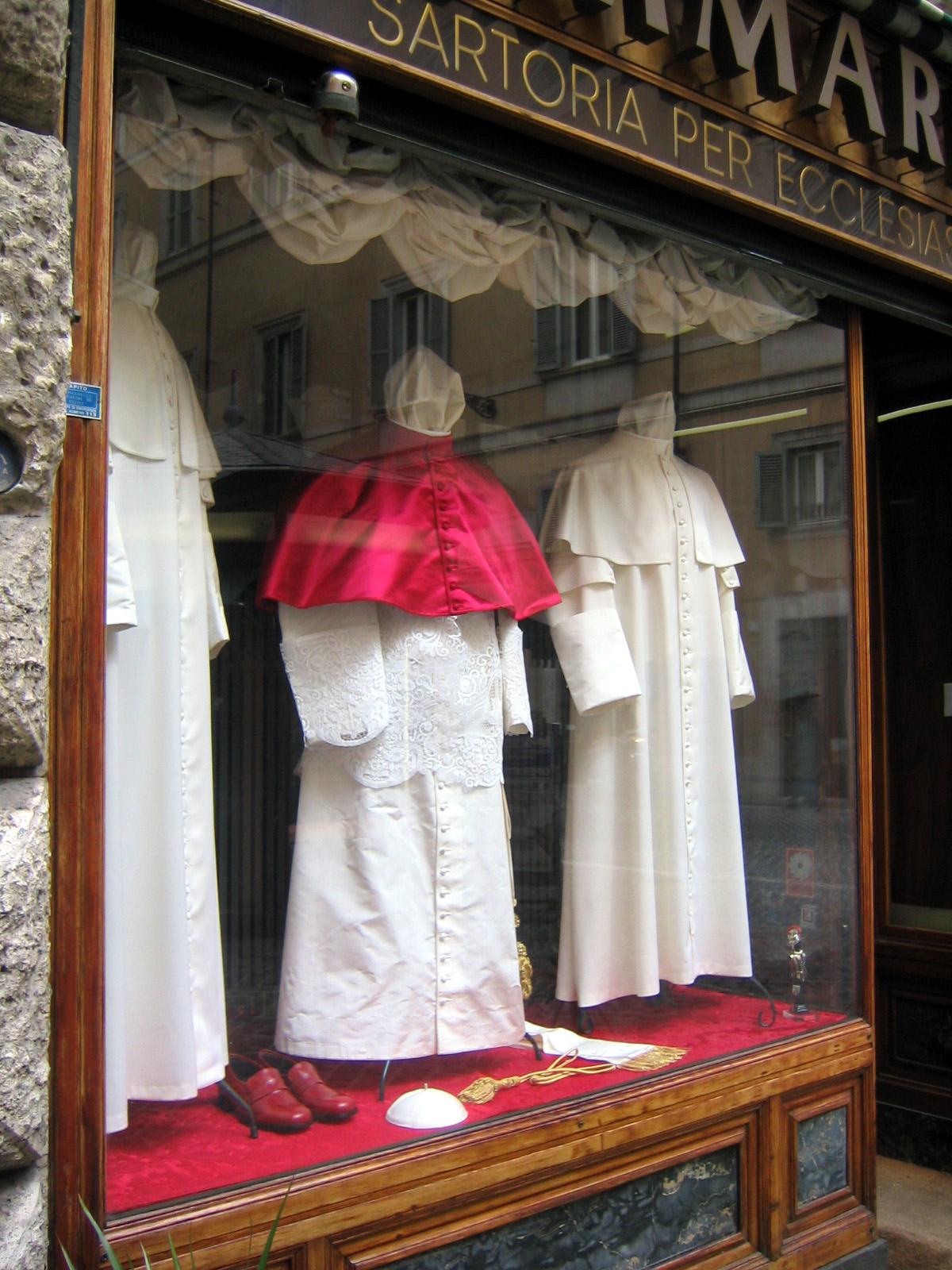
Schaufenster von Gammarelli im Jahre 2005 Sedisvakanz

Gammarelli ist der offizielle Schneider des Papstes. Das Geschäft befindet sich in Rom in der Via di Santa Chiara.
Gammarelli wurde 1798 gegründet und befindet sich noch immer in Familienbesitz. Im Laufe der Jahrhunderte wurden tausende Seminaristen und Priester sowie hunderte Bischöfe und Kardinäle und Päpste ausgestattet. Gammarelli stellt u. a. die Pileolus und den Galero her. Während des Konklaves werden von Gammarelli drei weiße Gewänder in drei unterschiedlichen Größen – klein, mittel und groß – für den neuen Papst angefertigt.
Am 12. Juli 2016 starb der Seniorchef Annibale Gammarelli.